# This Was
| 전문가 평가                   | 전문가 평가 |
| 평가 점수                     | 평가 점수   |
| 출처                          | 점수        |
| ----------------------------- | ----------- |
| AllMusic                      | [ 2 ]       |
| Record Collector              | [ 3 ]       |
| The Village Voice             | C−          |
| The Daily Vault               | A           |
| Encyclopedia of Popular Music | [ 6 ]       |

《This Was》는 1968년 10월 25일에 발매된 영국의 록 밴드 제쓰로 툴의 데뷔 스튜디오 음반이다. 1200파운드의 비용으로 녹음된 이 음반은 기타리스트 믹 에이브러햄스와 함께 밴드의 첫 곡의 사운드와 음악 스타일에 큰 영향을 미친 유일한 제쓰로 툴 음반이다. 음반이 발매되었을 때 밴드는 롤링 스톤스, 더 후 등 다른 성공적인 영국 그룹들이 커리어를 시작한 런던의 마키 클럽에서 정기적으로 공연하고 있었다.

## 배경
보컬리스트 이언 앤더슨의 크리에이티브 비전은 주로 제쓰로 툴의 후기 음반에 영향을 미쳤지만, 앤더슨은 《This Was》에서 제쓰로 툴의 기타리스트 믹 에이브러햄스와 작곡 작업을 분담했다. 부분적으로는 에이브러햄스의 영향으로 인해 이 음반에는 나중에 밴드가 알려지게 된 프로그레시브 록보다 더 많은 리듬 앤 블루스와 재즈의 영향이 포함되어 있다. 특히 《This Was》에는 이언 앤더슨이 스튜디오 음반에서 연주하지 않은 유일한 제쓰로 툴의 리드 보컬이 수록되어 있다. 곡의 저자인 믹 에이브러햄스가 보컬을, 디 파머가 호른 편곡을 맡았다. 에이브러햄스는 음반이 완성된 후 제쓰로 툴을 떠났다.

## 곡 목록
| #  | 제목                                     | 작사·작곡               | 재생 시간 |
| -- | ---------------------------------------- | ----------------------- | --------- |
| 1. | 〈My Sunday Feeling〉                    | 이언 앤더슨             | 3:43      |
| 2. | 〈Some Day the Sun Won't Shine for You〉 | 앤더슨                  | 2:49      |
| 3. | 〈Beggar's Farm〉                        | 믹 에이브러햄스, 앤더슨 | 4:19      |
| 4. | 〈Move on Alone〉                        | 에이브러햄스            | 1:58      |
| 5. | 〈Serenade to a Cuckoo (기악)〉          | 라샨 롤랜드 커크        | 6:07      |

| #  | 제목                      | 작사·작곡                                          | 재생 시간 |
| -- | ------------------------- | -------------------------------------------------- | --------- |
| 1. | 〈Dharma for One (기악)〉 | 앤더슨, 클라이브 벙커                              | 4:15      |
| 2. | 〈It's Breaking Me Up〉   | 앤더슨                                             | 5:04      |
| 3. | 〈Cat's Squirrel (기악)〉 | 민요                                               | 5:42      |
| 4. | 〈A Song for Jeffrey〉    | 앤더슨                                             | 3:22      |
| 5. | 〈Round (기악)〉          | 앤더슨, 에이브러햄스, 벙커, 글렌 코닉, 테리 엘리스 | 1:03      |